# Saint-Cyr-la-Rivière
Saint-Cyr-la-Rivière là một xã ở tỉnh Essonne thuộc vùng Île-de-France miền bắc nước Pháp.
Thị trấn nằm on the left bank of the Éclimont, which forms the commune's northeasern border and flows into the Juine, which flows northeastward through the northwestern part of the commune.
Theo điều tra dân số năm 1999, dân số xã này là 427 người. Ước tính dân số năm 2006 là 488.
Danh xưng cư dân địa phương Saint-Cyr-la-Rivière trong tiếng Pháp là Saint-Cyriens.